# Jaap J. Vermeulen
Jaap Jan Vermeulen (1955 ) es un botánico, orchidiólogo, malacólogo e ilustrador neerlandés y curador en el Nationaal Herbarium Nederland.

## Biografía
Vermeulen estudió geología y paleontología y obtuvo su doctorado en Taxonomía vegetal en la Universidad de Leiden. Hasta 2005 trabajó como investigador en el Jardín Botánico de Singapur. Desde 2009 es docente universitario en PITA : (Plantas del Indopacífico y de Asia Tropical) para el Herbario Nacional de los Países Bajos" en Leiden.
Es una autoridad en las orquídeas asiáticas, habiendo estudiado taxonómicamente los géneros Bulbophyllum, Monomeria, Sunipia, Flickingeria, y con P.O. Byrne describió Notheria. Además, describió varias especies nuevas de orquídeas, incluyendo Bulbophyllum lanuginosum, Bulbophyllum coweniorum, Flickingeria nazaretii, Notheria diaphana.
Es coautor de Malesian Orchid Genera Illustrated: una página web de muestrario de orquídeas del archipiélago malayo (con jardines botánicos de Malasia, Singapur, Indonesia, Brunéi, Filipinas, Timor, Nueva Guinea).
También es experto en sistemas terrestres de caracoles en el sudeste asiático, habiendo descripto la especie Opisthostoma vermiculum.
Vermeulen también es conocido por sus precisas técnicas en la ilustración botánica.

## Algunas publicaciones
De sus artículos sobre orquídeas:
- jaap jan Vermeulen, jeffrey j. Wood. 2007. Bulbophyllum plumatum: Orchidaceae. Curtis's Botanical Magazine 24 ( 2, mayo de 2007) : 108-113 (6)
- jaap j. Vermeulen. 2008. Some taxonomic corrections in the subtribe Bulbophyllinae (Orchidaceae). Nordic J. of Botany 16 ( 4 ) : 379 - 381
- jaap j. Vermeulen, Jim Cootes, 2009: Two New Species of Bulbophyllum from the Philippines. Malesian Orchid Journal 1 (2008)

### SobreMollusca
- m. Schilthuizen, a. van Til, m. Salverda, t. Liew, s.s. James, b. bin Elahan, j.j. Vermeulen. 2006. Microgeographic evolution of snail shell shape and predator behavior. Evolution Int J Org Evolution. septiembre de 2006. 60 (9)
- r. Clements, t. Liew, j.j. Vermeulen, m. Schilthuizen. 2008. Further twists in gastropod shell evolution. Biology Letters, en línea 8 de enero de 2008. Resumen

### Libros
- Jaap J. Vermeulen, 1991: Orchids of Borneo: Bulbophyllum v. 2. Bentham-Moxon Trust. ISBN 978-0-9504876-9-4

## Honores

### Eponimia
- (Begoniaceae) Begonia vermeulenii D.C.Thomas[1]